# Alassane Ouédraogo
Alassane Ouédraogo (* 7. September 1980 in Boussouma, Obervolta, heute Burkina Faso) ist ein ehemaliger burkinischer Fußballspieler. Er wechselte bereits als Jugendlicher nach Europa und verbrachte den Großteil seiner Laufbahn bei unterklassigen deutschen Vereinen. Er bestritt 62 Spiele für die Nationalmannschaft seines Landes und nahm mit ihr an drei Afrika-Cups teil.

## Spieler

### Verein
Ouédraogo begann das Fußballspielen als Jugendlicher beim Hauptstadtverein Santos FC Ouagadougou, wechselte nach Europa zum belgischen Verein Charleroi SC und kam im Jahre 2000 zum 1. FC Köln. Während er in der zweiten Mannschaft des FC regelmäßig zum Einsatz kam, wurde er bei den Profis nur dreimal berücksichtigt. Am 28. April 2001 gab Ouédraogo sein Bundesligadebüt beim 4:0-Sieg gegen Energie Cottbus. 2003 wechselte er zu Rot-Weiß Oberhausen, bei denen er auch meist Stammspieler war. Nach Oberhausens Abstieg 2005 aus der Zweiten Bundesliga wechselte er zur TuS Koblenz in die Regionalliga Süd, wo er von Trainer Milan Sasic verpflichtet wurde, aber nur selten zum Einsatz kam.
Anfang Januar 2010 wurde bekannt, dass Ouedraogo einen Vertrag bis zum Ende der Saison 2009/10 bei Regionalligist Rot-Weiss Essen unterzeichnet hat. Dort hatte er zuvor ein Probetraining absolviert. Doch durch den Lizenzentzug Essens wurde sein Vertrag aufgelöst. Ouedraogo wechselte daraufhin in die NRW-Liga zum SC Fortuna Köln, mit dem er in die Regionalliga West aufstieg.
Zur Saison 2012/13 erhielt er in Köln keinen neuen Vertrag und war bis Oktober 2012 ohne neuen Verein. Er schloss sich schließlich dem Südwest-Oberligisten SpVgg EGC Wirges an, mit dem er allerdings 2013 in die Rheinlandliga abstieg. Ein Jahr später kehrte er mit Wirges als Meister in die Oberliga zurück.
In der Winterpause 2015/16 schloss er sich dem Landesligisten VfB Speldorf an, mit dem er 2017 in die Oberliga aufstieg. Hier beendete er nach der Saison 2017/18 seine Spielerkarriere.

### Nationalmannschaft
Alassane Ouédraogo bestritt von 1997 bis 2008 insgesamt 62 Spiele für die burkinische A-Nationalmannschaft (3 Tore). Er nahm mit der Mannschaft an drei Afrika-Cups teil. 1998 wurde man im eigenen Land Vierter, 2000 und 2002 schied Burkina Faso jeweils in der Vorrunde aus. 

## Trainer
2016 war Ouédraogo für ein halbes Jahr Co-Trainer der U19 der SG Essen-Schönebeck. 

## Privates
Alassane Ouédraogo ist der Vater von Assan Ouédraogo, der ebenfalls Fußballspieler ist.